# Proliferace (metodologie)
Proliferace je v metodologii rozmnožování teorií, tedy vytváření alternativní teorie, a to i v případě, kdy již existují teorie obecně přijímané a dostatečně potvrzené. Podle jednoho z významných filozofů vědy Paula Karla Feyerabenda touto metodologickou zásadou by se mělo řídit ve výzkumné praxi. Dále také říká, že právě tvorba alternativních teorií má chránit vědu před zaostáváním a dogmatismem, napomáhá vzniku různých experimentálních procedur, umožňuje různé pokusy o interpretaci stejných empirických dat a odstraňuje důvody pro zavádění hypotéz ad hoc. Ve vědě existují alternativní teorie neustále a jejich konflikt je příčinou vývoje vědy. Různé přístupy jsou tedy pro vědu i filozofii metodologicky nezbytné.
Vědecká revoluce je momentem, kdy zvítězí jedna teorie. Ta se pak dále vyvíjí a vyvolává nové alternativy vedoucí k jejím změnám a zdokonalování. Feyerabend odmítá kumulativní charakter vývoje vědy, protože podle něj stará teorie nemůže být zahrnuta do nové teorie. (Nepřenechává nové teorii nic ze svých pojmů, zákonů.)